# Иррациональная последовательность
В математике последовательность целых положительных чисел an называется иррациональной последовательностью, если она обладает свойством, что для любой последовательности xn положительных целых чисел сумма последовательности
{\displaystyle \sum _{n=1}^{\infty }{\frac {1}{a_{n}x_{n}}}}
существует и является иррациональным числом. Задача описания иррациональных последовательностей поставлена Палом Эрдёшем и Эрнстом Страусом, которые первоначально называли свойство быть иррациональной последовательностью «Свойством P».

## Примеры
Степени двойки {\displaystyle 2^{2^{n}}} образуют иррациональную последовательность. Тем не менее, хотя последовательность Сильвестра
2, 3, 7, 43, 1807, 3 263 443, …
(в которой каждый член на единицу больше произведения всех предыдущих членов) также растёт со скоростью двойной экспоненты, она не образует иррациональную последовательность. Если положить {\displaystyle x_{n}=1}, получим
{\displaystyle {\frac {1}{2}}+{\frac {1}{3}}+{\frac {1}{7}}+{\frac {1}{43}}+\cdots =1,}
которая сходится к рациональному числу. Подобным же образом факториалы {\displaystyle n!} не образуют иррациональную последовательность, поскольку последовательность {\displaystyle x_{n}=n+2} приводит к последовательности с рациональной суммой
{\displaystyle \sum _{n=0}^{\infty }{\frac {1}{(n+2)n!}}={\frac {1}{2}}+{\frac {1}{3}}+{\frac {1}{8}}+{\frac {1}{30}}+{\frac {1}{144}}+\cdots =1}.

## Скорость роста
Любая последовательность an, которая растёт со скоростью, такой что
{\displaystyle \limsup _{n}{\frac {\log \log a_{n}}{n}}>\log 2}
является иррациональной последовательностью. Сюда входят последовательности, которые растут быстрее двойной экспоненты, как и некоторые двойные экспоненциальные последовательности растущие быстрее, чем степень степени двух.
Любая иррациональная последовательность должна расти достаточно быстро, так что
{\displaystyle \lim _{n\to \infty }a_{n}^{1/n}=\infty .}
Однако не известно, существует ли такая последовательность, в которой НОД любой пары множителей равен 1 (в отличие от степени степени двух) и для которой
{\displaystyle \lim _{n\to \infty }a_{n}^{1/2^{n}}<\infty }.

## Связанные свойства
По аналогии с иррациональными последовательностями, Ханчл
(Hančl 1996) определил трансцендентные последовательности как последовательности целых чисел an, такие, что для любой последовательности xn положительных целых чисел сумма последовательности
{\displaystyle \sum _{n=1}^{\infty }{\frac {1}{a_{n}x_{n}}}}
существует и является трансцендентным числом.